# Mangala
Mangala, Ngala, Gala, bog neba in bog stvarnik.
Mangala je bog  pri Bambarih v Maliju. Ustvaril je dve vrsti riža, ki sta sestavljali jajce sveta, in še šest drugih vrst žita. Teh osem ustvarjenih vrst rastlin je razporedil na vse štiri strani neba. V jajcu
sveta sta bila dva para dvojčkov. Moški dvojček Pemba, je predčasno zapustil jajce, in iz koščka posteljice, s katerim ga je povezovala popkovnica ustvaril
zemljo. Iz drugega koščka posteljice pa je Mangala ustvaril sonce in Pembovega dvojčka dodelil drugemu dvojčku Faru.